# JOURNEY (RIP SLYMEのアルバム)
『JOURNEY』（ジャーニー）は、RIP SLYMEの7枚目のオリジナルアルバム。2009年6月10日発売。

## 概要
前作『FUNFAIR』から約1年7ヶ月ぶりのオリジナルアルバムとなる。
今回のアルバムは60年代の質感を出して作ろうとDJ FUMIYAが考案したが、ほかのメンバーの4MC(RYO-Z,ILMARI,PES,SU)が60年代の曲は知らないため、それを無視してリリックを書いたらしい。しかし、なるたけ60年代を表現するために3分程度で短く作られた曲が多い。トラックはその年代を表現するためにギターが多く使われた。
曲を作る中で今作の各曲は「わかりやすく」、「むつかしい言葉は使わない」という方針でリリックが書かれている。その中で、「STAIRS」という曲はFUMIYAが今までのリップの曲の中で一番良いリリックに仕上がっていると語っている。

## 収録曲

### -DISC-1 CD-
1. Intro (00:30)
  - インストゥルメンタル。
  - FUMIYAがイントロなのにアウトロみたく作りたいと考案したらしい。
2. Good Day (05:41)
（作詞：RYO-Z,ILMARI,PES and SU 作曲：DJ FUMIYA）
  - 　今日を良い日にしようという曲である。4MCそれぞれ良い日にするためのリリックが書かれている。
この曲は、リップの中でも特別な曲の構成になっており、基本は「フック2人フック2人フック」だがこの曲は「フック4人フック」という4人並んだ形になっている。そのため、歌自体の長さは短めになっている。
  - この曲はPVが存在するが、PVのほうはイントロ、アウトロともに短くなっている。そのため本曲よりも短めの曲になっている。
3. 太陽とビキニ (04:06)
（作詞：RYO-Z,ILMARI,PES and SU 作曲：DJ FUMIYA）
  - 15thシングル。
4. Rock'n'Roll Radio (03:32)
（作詞：RYO-Z,ILMARI,PES and SU 作曲：DJ FUMIYA）
  - TOKYO FMの「SCHOOL OF LOCK!」に出演（毎週月曜担当「RIP LOCKS」）。この曲は同番組への出演経験をもとにできたとされる。
  - チュッパチャップスCMソング。CM曲のときより曲調が抑え気味になっている。
5. Do it! (02:53)
（作詞：RYO-Z,ILMARI,PES and SU 作曲：PES）
6. Journey (03:40)
（作詞：RYO-Z,PES and SU 作曲：PES）
  - 旅をイメージした曲。
  - じゃらんキャンペーンソング。
7. love & hate (04:52)
（作詞：RYO-Z,ILMARI,PES 作曲：DJ FUMIYA）
  - 16thシングル「STAIRS」のカップリング曲。
  - ラブソング。
  - 「ONWARD 23区」のCMにタイアップ。
8. Watch out! feet.JUNGLIST YOUTHS (03:51)
（作詞：RYO-Z,ILMARI,PES and SU,来門,TAKUTO(JUNGLIST YOUTHS) 作曲：DJ FUMIYA）
  - JUNGLIST YOUTHSが参加。
  - プリングルズのCM曲。
9. Here comes the Hero feat.トータス松本 (03:52)
（作詞：RYO-Z and PES 作曲：LOW JACK THREE）
  - ウルフルズのトータス松本が参加。もともとはヨースケ@HOMEというアーティストが参加するはずだったが、ヨースケ@HOMEが「ウルフルズのトータス松本さんのほうがいい声出すんじゃない？」となりトータス松本になった。
10. ヒッチハイクガール (03:06)
（作詞：ILMARI and SU 作曲：ヨースケ＠HOME,SU）
  - この曲はSUとILMARIだけが歌っており、SUがプロデュースした曲。
11. SPLASH (03:07)
（作詞：RYO-Z,ILMARI,PES and SU 作曲：DJ FUMIYA）
  - 15thシングル「太陽とビキニ」のカップリング曲。
  - 「AXE」CM曲に起用。
12. STAIRS (04:10)
（作詞：RYO-Z,ILMARI,PES and SU 作曲：DJ FUMIYA）
  - 16thシングル。
  - 「ONWARD 23区」のCM曲にタイアップ。
  - この曲は、アルバム「FUNFAIR」に収録されている「流れの中で」という曲のリリックと同じコンセプトで作ったらしい。
13. Beauty Focus (05:46)
（作詞：RYO-Z,PES and SU 作曲：DJ FUMIYA）

### -DISC-2 DVD-
初回盤にはDVD、ステッカーが付いている。
1. DVD
DVDは、COUNTDOWN JAPAN0809での一部LIVE映像、そして、アニメ「スポンジボブ」で初声優に挑戦した密着映像。さらにそのスポンジボブのエンディングテーマの「スポンジボブのテーマ」という曲のPVもついている。
カウントダウンジャパンでのLIVE映像は、「BLUE BE-BOP～SPEED KING」,「STAIRS」,「熱帯夜」のLIVE映像が収録されている。
2. ステッカー